# Sörskog Skallberget
Sörskog Skallberget är ett naturreservat i Hagfors kommun i Värmlands län.
Området är naturskyddat sedan 2009 och är 44 hektar stort. Reservatet är en del av höghöjdområdet Skallberget och består av gran tall på höjderna och gran med lövträd längre ner.